# Никола Боројевић
Никола Боројевић (Оточац, 1796 — Карловац, 23. фебруар 1872) био је српски пјесник.

## Биографија
Никола Боројевић рођен је у Оточцу 1796. године. Школовање је почео у свом родном мјесту, а наставио га је у Ријеци, у Љубљани и у Бечу. Учио је политехнику и економију. По завршеном школовању настанио се у Ријеци, где је највећи део живота провео као технички официр.
Био је граничарски војни административни чиновник, поручник пред смрт капетан. У Смиљану га је 1838. године походио Вук Караџић, када је скупљао етнографску грађу. Први пут се јавља са прилогом у пештанском часопису "Српска новина или Магазин за художество, књижество и моду", 1838. године. Службује 1839-1840. године у Госпићу, одакле редовно шаље песме за српске часописе у Будиму. Затим је 1842-1846. године оберлајтант у Огулину.
Дописни је члан Друштва српске словесности у Београду (1844-1872). Послао је друштву своју биографију 1870. године Јавља се песмама и другим прилозима објављеним у новосадској "Матици" и "Даници", 1865-1870. године из Ријеке.
Написао је до двије стотине пјесама, већином побожних и патриотских. И ако није пристао уз Вука, језик му је више народни но црквено-словенски. Пјесме му нису изашле у засебној збирци. Писао је стихове сатиричне и дидактичне. Најпознатије су му: Молитва Св. Николи, Молитва Св. Сави, Блаженој сјени Станка Враза и т. д. Већина његових пјесама објављена је у "Седмици", Драгољубу, "Србском народном листу" (Будим), у новосадској Даници и у Војвођанки.
Боројевић је преминуо 23. фебруара 1872. године. Почива на гробљу у Карловцу.